# Toxoproctis despina
Toxoproctis despina är en fjärilsart som beskrevs av Alexander Schintlmeister 1994. Toxoproctis despina ingår i släktet Toxoproctis och familjen tofsspinnare. Inga underarter finns listade i Catalogue of Life.